# Catford
Catford is een wijk in het Londense bestuurlijke gebied Lewisham, in het zuidoosten van de regio Groot-Londen.

## Geboren
- Robin Trower (1945), gitarist (o.a. Procol Harum)
- Jem Karacan (1989), Engels-Turks voetballer
- Joe Gomez (1997), voetballer
- Walter ('Wally') Parr, lid van D Company, 'Ox and Bucks' onder bevel van majoor John Howard die Pegasus-bridge in Normandië veroverde in de nacht van 5-6 juni 1944